# Vallée de la Garonne de Boussens à Carbonne
Vallée de la Garonne de Boussens à Carbonne este o arie protejată (arie de protecție specială avifaunistică — SPA) din Franța întinsă pe o suprafață de 1.889 ha, integral pe uscat.

## Localizare
Centrul sitului Vallée de la Garonne de Boussens à Carbonne este situat la coordonatele 43°14′00″N 1°08′53″E / 43.23333°N 1.14806°E.

## Înființare
Situl Vallée de la Garonne de Boussens à Carbonne a fost declarat arie de protecție specială avifaunistică în baza directivei 79/409 din 1979 referitoare la conservarea păsărilor sălbatice pentru a proteja 13 specii de animale.

## Biodiversitate
Situată în ecoregiunea atlantică, aria protejată nu include niciun habitat protejat.
La baza desemnării sitului se află mai multe specii protejate de  păsări (13): pescăruș albastru (Alcedo atthis), stârc roșu (Ardea purpurea), stârc galben (Ardeola ralloides), buha (Bubo bubo), Bubulcus ibis, ciocănitoare neagră (Dryocopus martius), egretă albă (Egretta alba), egretă mică (Egretta garzetta), acvilă pitică (Hieraaetus pennatus), stârc pitic (Ixobrychus minutus), gaia neagră (Milvus migrans), stârc de noapte (Nycticorax nycticorax), vultur pescar (Pandion haliaetus).
Pe lângă speciile protejate, pe teritoriul sitului au mai fost identificate 2 specii de păsări.